# Carli Hermès
Carli Hermès (Schijndel, 23 april 1963) is een Nederlandse fotograaf en videoclipregisseur.
Carli Hermès studeerde fotografie aan de Koninklijke Academie van Beeldende Kunsten in Den Haag en aan de Bournemouth School of Art in Engeland. Hij werd internationaal bekend met zijn fotografie voor reclamecampagnes voor merken als Martini, Swatch, Levi's, Mexx, Nike, WE, Philips, Sony, BMW, Suitsupply, Artsen zonder grenzen en Mercedes Benz. Daarnaast maakte hij diverse modereportages voor toonaangevende bladen als Dutch, ELLE, Zoom, Max, Black & White, Madame Figaro, Playboy en Avenue. Ook portretteerde hij (internationale) persoonlijkheden als Edgar Davids, Inge de Bruijn, Leon de Winter, Tanja Jess, Natalie Imbruglia en Rutger Hauer.
Naast zijn fotografisch werk is Carli ook actief als regisseur van commercials en video's, onder meer voor G-Star, Royal Club, Marco Borsato en de Nationale Spoorwegen. Over zijn fotografisch werk zijn verschillende boeken verschenen. Zijn werk is tentoongesteld in diverse galeries en musea, waaronder het Groninger Museum, Galerie Rademakers in Amsterdam, het FotoFestival Naarden en Kunsthal Rotterdam.
Van 2006 tot 2007 zat Carli in de jury van het programma Holland's Next Top Model.
Op 26 april 2008 toonde Carli zijn nieuwe werk onder de titel "The Elements" in Galerie Rademakers in Amsterdam.
Van 3 november 2013 tot en met 26 januari 2014 heeft cultuurhuis CODA te Apeldoorn een tentoonstelling aan zijn werk gewijd: De kunst van het verleiden : Carli Hermès, 25 jaar topfotograaf.

## Gepubliceerd werk
- Focus Cahier - Carli Hermés Backstage (1990)
- Carli Hermès - Both Sides (1995)
- Carli Hermès - Fashion & Nudes (2002)
- Carli Hermès - Glitz (2003)
- Smelik Stokking - Carli Hermes
- Carli Hermès - Elements (2008)
- Carli Hermès - Candy Shop (2011)
- Carli Hermès - Reflections (2012)
- Carli Hermès - Three Decades of Uncompromising Photography (2016)